# های (رود)
رودخانه های رودی است به دریای بوهای می‌ریزد. این رود از کشور جمهوری خلق چین می‌گذرد.